# Кад јагоде зру
„Кад јагоде зру” (словен. Ko zorijo jagode)  је југословенски и словеначки филм из 1978. године. Режирао га је Рајко Ранфл а сценарио су написали Бранка Јурца и Иван Потрч.

## Улоге
| Глумац            | Улога                    |
| ----------------- | ------------------------ |
| Ирена Крањц       | Јагода Коприва           |
| Роман Горшич      | Нејц                     |
| Метод Певец       | Драги                    |
| Александер Кросл  | Јагодин отац             |
| Лидија Козлович   | Јагодина мама            |
| Мајда Потокар     | Медведка                 |
| Матјаж Турк       | Нејцов отац              |
| Јелица Мрзељ      | Нејцова мама             |
| Ксенија Темимовић | Маринка, Јагода С систер |

Остале улоге  ▼
| Глумац             | Улога |
| ------------------ | ----- |
| Луција Грм Худечек |       |
| Тања Гобец         | Ирена |
| Иван Радић         |       |
| Антон Петје        |       |
| Жива Скодлар       |       |
| Ладко Корошец      |       |
| Рајко Коритник     |       |